# La grotta di Trofonio
La grotta di Trofonio (dt. Die Höhle des Trofonius) ist eine Opera comica in zwei Akten von Antonio Salieri. Sie basiert auf einen Text von Giovanni Battista Casti. Die Uraufführung fand am 12. Oktober 1785 im Burgtheater in Wien statt.
Nach dem Misserfolg der ersten Zusammenarbeit Salieris mit Lorenzo da Ponte wandte sich der Komponist dessen Gegenspieler Casti zu, der für Salieri neben dem Trofonio noch drei weitere Libretti schreiben sollte:
- Prima la musica e poi le parole (1786)
- Cublai, gran kan de’ Tartari (1786–1788)
- Catilina (1790–1792)

In allen Operntexten Castis trifft man auf satirische Elemente, in La grotta di Trofonio wird vor allem auf die zur Entstehungszeit besonders grassierende Furcht vor Übersinnlichem angespielt. Salieri antwortet auf die sprachlich gewandte, aber etwas schablonenhaft wirkende Vorlage Castis mit einer ausgesprochen feinsinnigen, farbenreichen Musik, die einen wesentlichen Beitrag zur Entwicklung musikalischer Charakterzeichnung der Protagonisten leistet. Besonders der ausgeklügelte Einsatz der Holzbläser ist bemerkenswert (zum Beispiel eine nur von zwei Englischhörnern und Fagott begleitete Cavatine). Zur ironisierten Schilderung des Übersinnlichen setzt Salieri aparte Orchesterfarben (zum Beispiel im Tritonus gestimmte Pauken) und einen hinter der Szene singenden Männerchor (Coro di spirti dentro la grotta) ein.
Die Oper erfreute sich sofort nach der Premiere größter Beliebtheit: die Partitur erschien noch im Jahr der Uraufführung bei Artaria im Druck, in zahlreichen Übersetzungen wurde das Werk in ganz Europa nachgespielt (für eine Pariser Aufführung komponierte Luigi Cherubini eigens einige Einlagearien). Es finden sich zahlreiche zeitgenössische Klavierauszüge und Bearbeitungen für Streichquartett oder Bläserensembles. Über einzelne Arien des Werkes wurden ganze Variationszyklen komponiert, u. a. von Giuseppe Sarti und Johann Baptist Vanhal.
Nach sehr sporadischen Aufführungen in neuerer Zeit (u. a. 1974 in Neapel und 1975 in Verona) erlebte das Werk 2005 in Lausanne und Poissy eine äußerst erfolgreiche szenische Wiederbelebung unter dem Dirigat von Christophe Rousset; im Wiener Konzerthaus ist im selben Jahr eine konzertante Aufführung zu verzeichnen. 2006 erschien eine Nachproduktion der Aufführungen unter Christophe Rousset auf CD. Das Opernhaus Zürich eröffnet als Koproduktion mit der Opera Las Palmas/Gran Canaria seine Spielzeit 2009/10 mit einer Neuinszenierung der Oper. Die Ouvertüre zu Trofonio wurde mehrfach auf CD eingespielt und findet sich auch häufiger auf Konzertprogrammen wieder.
In einer Version für Harmoniemusik des Komponisten Timo Jouko Herrmann (* 1978) wurde das Werk vom armonia-Bläserensemble des Gewandhausorchesters Leipzig mehrmals aufgeführt und für den Rundfunk (MDR) eingespielt.
2015 gab die Bampton Classical Opera die erste Produktion in englischer Sprache.